# Predsednik Brazilije
Predsednik Brazilije (portugalsko Presidente do Brasil), uradno predsednik Federativne republike Brazilije (portugalsko Presidente da República Federativa do Brasil) ali preprosto predsednik republike, je hkrati vodja države in vodja vlade Brazilije. Predsednik vodi izvršilno vejo zvezne vlade in je vrhovni poveljnik brazilskih oboroženih sil. Predsedniški sistem je bil vzpostavljen leta 1889 po razglasitvi republike z vojaškim udarom proti cesarju Pedru II. Od takrat je imela Brazilija šest ustav, tri diktature in tri demokratična obdobja. V demokratičnih obdobjih je bilo glasovanje vedno obvezno. Ustava Brazilije skupaj z več ustavnimi spremembami določa zahteve, pooblastila in odgovornosti predsednika, njihov mandat in način volitev.
Luiz Inácio Lula da Silva je 39. in trenutni predsednik. Prisegel je 1. januarja 2023 po predsedniških volitvah leta 2022.

## Volitve

### Zahteve
Ustava Brazilije zahteva, da je predsednik rojen državljan Brazilije, star najmanj 35 let, prebivalec Brazilije, ki v celoti uresničuje svoje volilne pravice, registriran volivec in član politične stranke (neodvisni ali pripisani kandidati so prepovedani).

### Omejitve mandata
Predsednik Brazilije ima mandat štiri leta in je lahko ponovno izvoljen za en zaporedni mandat. Ta omejitev dveh mandatov pa ni za vse življenje; nekdanji predsednik, ki je bil dva zaporedna mandata, se lahko po preteku vsaj enega mandata znova poteguje za predsednika.
Podpredsednik ali drug uradnik, ki opravlja predsedovanje ali ki na kratko opravlja funkcijo vršilca dolžnosti v določenem predsedniškem mandatu, je lahko pozneje izvoljen ali ponovno izvoljen v predsedstvo le enkrat, saj že velja omejitev zaporedja. V praksi brazilski podpredsedniki skoraj vedno v določenem času med predsedniškim mandatom opravljajo funkcijo vršilca dolžnosti, glede na to, da v skladu z ustavo podpredsednik v času predsednikovih potovanj v tujino postane vršilec dolžnosti. 

### Kandidati za druge pisarne
Umeščeni predsednik (ali guverner ali župan), ki želi kandidirati za drugo funkcijo, ne glede na predvideno pristojnost ali vejo oblasti, mora odstopiti s funkcije najmanj šest mesecev pred dnevom volitev.

## Odstranitev
Predsednika je mogoče odstraniti s položaja z enim od dveh postopkov. V obeh primerih morata dve tretjini poslanske zbornice sprejeti obtožbe zoper nosilca funkcije (obtožba); in če senat sprejme preiskavo, je predsednik za 180 dni suspendiran pri opravljanju funkcije. V primeru »običajnih kaznivih dejanj« nato poteka sojenje na vrhovnem zveznem sodišču. V primeru »kaznivih dejanj zlorabe«, ki morajo spadati na eno od sedmih širših področij in je podrobneje opredeljeno v zakonu, poteka sojenje v zveznem senatu. Med sojenjem izvršno oblast izvaja podpredsednik. Če sojenje v 180 dneh ne izreče obsodbe, predsednik nadaljuje svojo funkcijo; obsodba povzroči odstranitev s položaja in nasledstvo podpredsednika.

## Po predsedovanju
Nekdanjim predsednikom po zakonu zagotavljajo naslednje privilegije:
- Trajna varnostna zaščita (predsedniška straža - Batalhão da Guarda)
- Uporaba dveh službenih vozil (za vse življenje)
- Sredstva za skladišče predsedniške knjižnice
- Doživljenjska mesečna pokojnina za njihove vdove in neporočene hčere
- Pokojnina za sinove pokojnih bivših predsednikov do njihove polnoletnosti

## Seznam predsednikov
Glej članek: Seznam brazilskih predsednikov